# Europoide
Il termine europoide, talvolta caucasoide indicava una classificazione antropologica ormai obsoleta  dell'Homo sapiens, definibile a partire dalla forma del cranio e altre caratteristiche craniometriche e antropometriche: tale termine identificava non solo gli Europei ma anche una parte degli Africani settentrionali e i Mediorientali.
| Europoide Ariani/Jafetiti Semiti Camiti Negroide Negro Khoi Melanesiani Negritos Australoide Incerti Dravidi e Singalesi | Mongoloide Mongoli del Nord Cinesi e Indocinesi Giapponesi e Coreani Tibetani Malesi Polinesiani Maori Micronesiani Eschimesi Nativi americani |

Insieme alle razze mongoloide, negroide e australoide era una delle tre o quattro categorie principali riconosciute dalle teorie del XIX secolo.
Oggi gli scienziati concordano sul fatto che non esistano razze umane in senso biologico.

## Caratteristiche
La pigmentazione cutanea è limitata, l'occhio orizzontale, i capelli cimotrichi (ondulati a sezione ovale) e il naso leptorrino (lungo e sottile). Le orbite sono subrettangolari; la fossa nasale alta e stretta, a forma di goccia allungata. La spina dorsale è ben marcata.
La pelosità corporea appare più abbondante rispetto a quella degli altri gruppi fisici (eccetto quella degli australoidi) e si riscontra accentuata tendenza a canizie (imbianchimento dei capelli) e alopecia androgenetica. La pigmentazione e la statura media presentano notevoli differenze tra i vari tipi fisici. I capelli e gli occhi chiari sono più frequenti nell'Europa del nord rispetto al resto del continente, mentre risultano rari nelle aree extraeuropee.

## Le tipologie caucasoidi nell'antropologia fisica dei secoli XIX e XX
All'interno del gruppo caucasoide possono essere distinti i seguenti gruppi fisici:
- mediterraneo: costituisce una componente cospicua dei popoli della penisola Iberica, delle isole mediterranee, della Francia del sud, dell'Italia, della Grecia e dei Balcani meridionali, e in forma alterata è presente anche nel Nordafrica.
- dinarico (detto anche illirico): dominante nei Balcani occidentali ed Alpi orientali.
- alpino: dominante nell'Europa centrale e centromeridionale, distribuito maggiormente tra l'arco alpino e prealpino (Nord Italia, Svizzera).
- nordico: dominante nella Scandinavia occidentale, sulle coste del Mare del Nord, del Mar Baltico occidentale, presente accanto ad altri tipi fisici in tutta Europa.
- baltico: dominante nell'Europa orientale e sulle coste del Mar Baltico orientale e la Finlandia.
- cromagnoide: dominante in Europa settentrionale, presenta caratteristiche simili a quelle degli scheletri dei cacciatori/raccoglitori (Cro-Magnon) del Paleolitico e Mesolitico europeo.
- armenoide: dominante in Armenia, Georgia e in alcune parti del Medio Oriente.
- arabico: dominante in Nordafrica e Medio Oriente.
- irano-afghano: dominante tra le popolazioni iraniche.
- indio-dravida: dominante in Asia del Sud.